# Klippeædelgran
Klippe-Ædelgran (Abies lasiocarpa) er et mellemstort, stedsegrønt nåletræ med en slank, kegleformet krone. Træet bruges en del som prydtræ i større haver og parker.

## Kendetegn
Klippe-Ædelgran er et mellemstort, stedsegrønt nåletræ med en slank og cylindrisk til kegleformet vækst. Meget gamle træer får efterhånden en rund krone. Stammen er ret og gennemgående, og hovedgrenene er korte og vandrette til opstigende. Barken er først glat og  lysegrå, og senere bliver den grå med de karakteristiske, harpiksfyldte blærer. Gamle grene og stammen får til sidst en ru bark med smalle, lodrette furer. Knopperne er delvist skjult mellem nålene, men de er kegleformede, lysebrune og dækket af harpiks. Nålene er flade med afrundet spids. Oversiden er grøn med en lys stribe, mens undersiden er grågrøn med to blåhvide striber. Træets hanlige blomster findes samlet på korte kogler, der sidder på etårige skud nederst i kronen. De hunlige blomster danner kogler, som sidder enkeltvis eller i små klynger øverst i kronen. De er opret voksende, cylinderformede og afrundede i spidsen. Fra begyndelsen er de mørkt purpurrøde, mens de ved modning er brune. Frøene er vingede.
Rodsystemet er ofte fladt strygende, men under gunstige forhold bliver det hjerteformet med kraftige hovedrødder og forholdsvis tykke siderødder. Knuste nåle dufter af β-phellandren.
I de fleste tilfælde bliver træet ikke meget mere end 20 m højt, men under gunstige forhold kan man finde eksemplarer, der er over 30 m. Kronediameteren er mellem 5 og 8 m.

## Hjemsted
Klippe-Ædelgran er vildtvoksende i et bånd, der strækker sig fra Alaska over Yukon og British Columbia til Washington, Oregon og Californien. Desuden findes bestande på de højeste bjerge i Idaho, Montana, Wyoming, Utah, Nevada, New Mexico og Arizona. Overalt findes træet i de højest beliggende dele af skovene, og arten danner ofte skovgrænse op mod bjergtoppene. Voksestederne er kuldepåvirkede og har kraftig solindstråling. De har kalkrig råjord med en sur til stærkt sur overjord og er almindeligvis grusede og veldrænede. I de høje bjerge i staten Montana, USA, findes skove, hvor en blanding af nåletræer er dominerende. Her vokser arten sammen med bl.a. 
Blåbær, Bjerg-Hemlock, Engelmann-Gran, Jern-Bjerglyng (Rhododendron menziesii ssp. menziesii), Nutka-Brombær, Revlingbladet Phyllodoce, Svøb-Gedeblad samt flere arter af Vaccinium og Ribes

## Variant
Varianten Kork-Ædelgran (Abies lasiocarpa var. arizonica) er lavere og bredere i væksten og har lyst blågrønne (i sol næsten lyseblå) nåle og en tyk, forkorket bark. det er især denne variant, der bruges som prydtræ i Danmark.

## Galleri
|  |  |
|  |  |

## Note
1. ↑  Rocky Mountain Research Station: Forest habitat types of Montana – oversigtsmæssig beskrivelse af voksestederne på (engelsk)
2. ↑  Government of Montana: Montana field guides – grundig og klart opdelt beskrivelse af vegetationerne på (engelsk)